# Eksättra
Eksättra är en bebyggelse norr om Södertälje i Södertälje kommun. Mellan 2015 och 2020 samt åter från 2023 avgränsade SCB här en småort.